# Thanatus tuvinensis
Thanatus tuvinensis là một loài nhện trong họ Philodromidae.
Loài này thuộc chi Thanatus. Thanatus tuvinensis được Dmitri Viktorovich Logunov miêu tả năm 1996.